# Oostelijke rotssengi
De oostelijke rotssengi (Elephantulus myurus)  is een zoogdier uit de familie van de springspitsmuizen (Macroscelididae). De wetenschappelijke naam van de soort werd voor het eerst geldig gepubliceerd door Thomas & Schwann in 1906.

## Voorkomen
De soort komt voor in Zimbabwe, westelijk Mozambique, oostelijk Botswana, noordelijk en oostelijk Zuid-Afrika, eSwatini en mogelijk Lesotho.